# Monetazione dei Giulio-Claudii

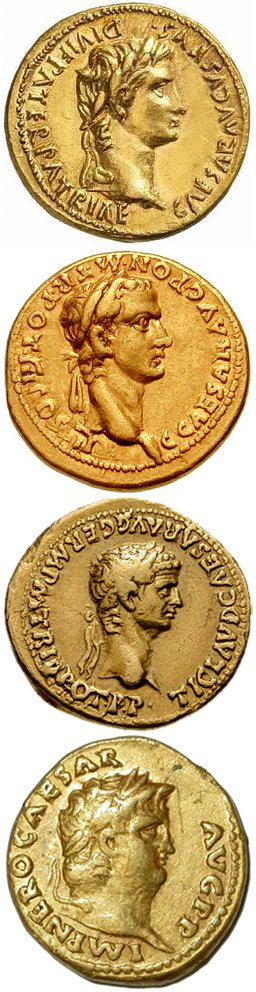
Aurei della dinastia Giulio-Claudia: in alto Augusto, sotto Caligola, Claudio e Nerone.

La monetazione dei Giulio-Claudii fu l'insieme delle monete emesse da Roma durante il principato dei cinque Imperatori della dinastia giulio-claudia: Augusto, Tiberio, Caligola, Claudio e Nerone (dal 27 a.C. al 68).

## Contesto storico
I Giulio-Claudii rappresentano la dinastia, così chiamata, dal nomen (il nome di famiglia) dei primi due imperatori: Caio Giulio Cesare Ottaviano (l'imperatore Augusto), adottato da Cesare e dunque membro della famiglia Giulia (gens Iulia) e Tiberio Claudio Nerone (l'imperatore Tiberio figlio di primo letto di Livia, moglie di Augusto), appartenente per nascita alla famiglia Claudia (gens Claudia).

## Tiberio

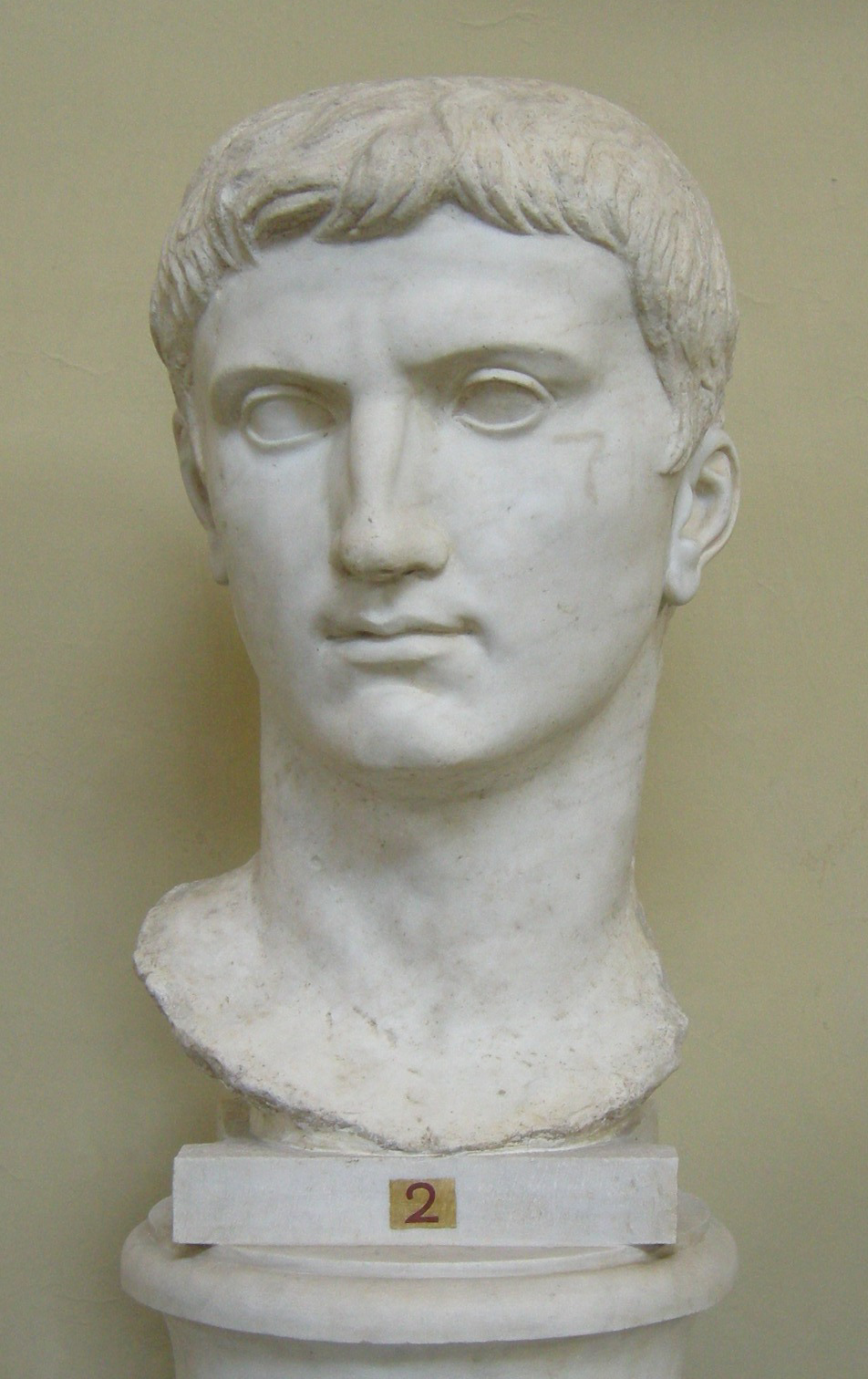
Augusto, primo princeps della dinastia Giulio-Claudia.

Discendente della gens Claudia, alla nascita ebbe il nome di Tiberio Claudio Nerone (Tiberius Claudius Nero). Fu adottato da Augusto nel 4 d.C., ed il suo nome mutò in Tiberio Giulio Cesare (Tiberius Iulius Caesar); alla morte del padre adottivo (19 agosto del 14), ottenne il nome di Tiberio Giulio Cesare Augusto (Tiberius Iulius Caesar Augustus) e poté succedergli ufficialmente nel ruolo di princeps, sebbene già dall'anno 12 fosse stato associato nel governo dell'impero.
In gioventù Tiberio si distinse per il suo talento militare conducendo brillantemente numerose campagne lungo i confini settentrionali dell'Impero (in Germania e in Illirico). Dopo un periodo di volontario esilio sull'isola di Rodi, rientrò a Roma nel 4 e condusse altre spedizioni in Illirico e in Germania, dove pose rimedio alle conseguenze della battaglia di Teutoburgo. Asceso al trono, operò alcune importanti riforme in ambito economico e politico, e pose fine alla politica di espansione militare, limitandosi a mantenere sicuri i confini grazie anche all'opera del nipote Germanico. Dopo la morte di quest'ultimo, Tiberio favorì sempre più l'ascesa del prefetto del pretorio Seiano, allontanandosi da Roma per ritirarsi nell'isola di Capri. Quando il prefetto mostrò di volersi impadronire del potere assoluto, Tiberio lo fece destituire e uccidere, ma evitò ugualmente di rientrare nella capitale.
E se Tiberio fu duramente criticato dagli storici antichi, quali Tacito e Svetonio, la sua figura è stata rivalutata dalla storiografia moderna come quella di un politico abile e attento.
| Titolatura imperiale  | Numero di volte | Datazione evento |
| --------------------- | --------------- | --- |
| Tribunicia potestas   | 38 anni:        | la tribunicia potestas per 38 anni: dal 26 giugno del 6 a.C. al 25 giugno dell'1 a.C., e poi dal 26 giugno del 4 d.C. al 37. |
| Consolato             | 5 volte:        | nel 13 a.C., 7 a.C., 18 d.C. (insieme a Germanico), 21 (con il figlio Druso) e 31 (con Seiano);                              |
| Salutatio imperatoria | 8 volte:        | nel 9 a.C. la prima, poi nell'8 a.C., 6 d.C., 8, 9, 11, 13, e 16;                                                            |
| Altri titoli          |                 | Pontifex Maximus nel marzo del 15, ma rifiutando per ben due volte quello di Pater Patriae.                                  |

### Tematiche principali

#### Famiglia imperiale e successione
Fin dall'inizio del suo principato, Tiberio si trovò a dover convivere con l'incredibile prestigio che Germanico, il figlio di suo fratello, Druso maggiore, che egli stesso aveva adottato per ordine di Augusto, andava acquisendo presso tutto il popolo di Roma.
Quando questi ebbe portato a termine le sue campagne sul fronte settentrionale, dove si era guadagnato la stima dei suoi collaboratori e dei legionari, riuscendo a recuperare due delle tre Aquile legionarie perdute nella battaglia di Teutoburgo, la sua popolarità era tale da consentirgli, se avesse voluto, di prendere il potere, cacciando il padre adottivo, che in alcuni contesti era già malvisto poiché la sua ascesa al principato era stata segnata dalla morte di tutti gli altri parenti che Augusto aveva indicato come eredi.
Il risentimento spinse quindi Tiberio ad affidare al figlio adottivo uno speciale compito in Oriente, in modo da allontanarlo ulteriormente da Roma; il Senato decise di conseguenza di conferire al giovane l'imperium proconsulare maius su tutte le province orientali, accompagnato da Gneo Calpurnio Pisone, che era stato collega nel consolato dello stesso Tiberio nel 7 a.C., aspro ed inflessibile. Germanico, dunque, partì nel 18 verso l'Oriente assieme a Pisone, che fu nominato governatore della provincia di Siria.
Germanico, tornato in Siria nel 19 dopo aver soggiornato in Egitto durante l'inverno, entrò in aperto conflitto con Pisone, che aveva annullato tutti i provvedimenti che il giovane figliastro di Tiberio aveva preso; Pisone, in risposta, decise di lasciare la provincia per fare ritorno a Roma. Poco dopo la partenza di Pisone, Germanico cadde malato ad Antiochia e morì il 10 ottobre dopo lunghe sofferenze; prima di spirare, lo stesso Germanico confessò la propria convinzione di essere stato avvelenato da Pisone, e rivolse un'ultima preghiera ad Agrippina affinché vendicasse la sua morte. Tiberio, tuttavia, evitò di manifestare pubblicamente i suoi sentimenti, e non partecipò neppure alla cerimonia in cui le ceneri di Germanico furono riposte nel mausoleo di Augusto. In effetti Germanico potrebbe essere deceduto di morte naturale, ma la popolarità crescente enfatizzò molto l'avvenimento, che comunque è anche ingigantito dallo storico Tacito.
Subito, però, si manifestò il sospetto, alimentato dalle parole pronunciate da Germanico morente, che fosse stato Pisone a causarne la morte avvelenandolo. Si diffuse dunque anche la voce di un coinvolgimento dello stesso Tiberio, quasi fosse il mandante del delitto di Germanico, avendo lo stesso scelto personalmente di inviare Pisone in Siria:
La morte di Germanico aprì la strada per la successione all'unico figlio naturale di Tiberio, Druso, che aveva, fino a quel momento, accettato un ruolo secondario rispetto al cugino Germanico. Egli era soltanto di un anno più giovane del defunto, ma ugualmente abile, come risulta dal modo con cui fronteggiò la rivolta in Pannonia. Intanto, Lucio Elio Seiano, nominato prefetto del Pretorio insieme al padre nel 16, riuscì presto a conquistarsi la fiducia di Tiberio. Accanto a Druso, dunque, favorito per la successione, si andò a collocare anche la figura di Seiano, che acquisì un grande influsso sull'opera di Tiberio: il prefetto del Pretorio, infatti, che mostrava nel carattere una riservatezza del tutto simile a quella dell'imperatore, era invece animato da un forte desiderio di potere, e ambiva lui stesso a divenire il successore di Tiberio.
Tra Druso e Seiano si venne quindi a creare una situazione di aperta rivalità; il prefetto, allora, iniziò a meditare l'ipotesi di assassinare Druso e gli altri possibili successori di Tiberio, sedusse la moglie dello stesso Druso, Claudia Livilla e intraprese con lei una relazione. Poco tempo dopo, nel 23, lo stesso Druso morì avvelenato; l'opinione pubblica arrivò a sospettare, pur senza alcun fondamento, che potesse essere stato Tiberio a ordinare l'assassinio di Druso, ma appariva più verosimile che vi fosse stata coinvolta Claudia Livilla. Otto anni più tardi Tiberio venne a sapere che ad uccidere il figlio era stata proprio la nuora Livilla, insieme al suo più fidato consigliere, Seiano.
| Famiglia imperiale e successione | Famiglia imperiale e successione                                      | Famiglia imperiale e successione | Famiglia imperiale e successione                                                                                       | Famiglia imperiale e successione | Famiglia imperiale e successione         | Famiglia imperiale e successione                  |
| Immagine                         | Valore                                                                | Dritto | Rovescio | Datazione                        | Peso; diametro                           | Catalogazione                                     |
| -------------------------------- | --------------------------------------------------------------------- | --- | --- | -------------------------------- | ---------------------------------------- | ------------------------------------------------- |
|                                  | Æ Asse                                                                | PERM DIVI AVG COL(onia) ROM(ula), testa laureata di Tiberio verso sinistra;                                                                          | GERMANICVS CAESAR DRVSVS CAESAR, teste dei due figli Cesari, Germanico e Druso, uno di fronte all'altro.               | 14-19                            | 30 mm, 14.80 gr, 1 h;                    | RPC I 74; SNG Copenaghen -; Burgos 1588.          |
|                                  | tetradracma d'argento (monetazione provinciale, zecca di Alessandria) | ΤΙΒΕΡΙΟΣ ΚΑΙΣ[ΑΡ ΣΕΒΑΣΤΟΣ]); testa di Tiberio verso destra; sotto il collo LΖ (anno 7 = 20-21                                                        | ΘΕΟΣ ΣΕΒΑΣΤΟΣ, testa radiata del Divo Augusto verso destra;                                                            | 20-21                            | 16 mm, 3.18 gr;                          | RPC I 3017; SNG Leypold 1111; SNG Copenaghen 373. |
|                                  | Æ asse che celebra il divo Augusto, padre adottivo di Tiberio         | DIVVS AVGVSTVS PATER, testa radiata di Augusto verso sinistra;                                                                                       | Altare dedicato alla Providentia Augusti; in basso la scritta PROVIDENT, ai lati S C;                                  | 22/23-30                         | 31 mm, 11.20 gr (zecca di Roma antica);  | RIC I, 81 (Tiberio).                              |
|                                  | sesterzio che celebra Livia Drusilla, madre di Tiberio                | SP QR IULIA AUGUST, Carrozza che va verso destra, trainata da un paio di muli;                                                                       | TI. CAESAR. DIVI AVG(usti) F(ilio) AVGVST. P M TR POT XXIIII, tutto intorno alla scritta S C al centro;                | 23                               | 26.23 gr, 8 h (zecca di Roma antica);    | RIC I, 51 (Tiberio).                              |
|                                  | dupondio che commemora la morte di Druso minore, figlio di Tiberio    | PIETAS, busto di Livia Drusilla con velo sul capo (o forse di Vipsania Agrippina, Antonia minore o Livilla) raffigurata come la Pietas verso destra; | DRVSVS CAESAR TI AVGVSTI F(ilii) TR POT ITER, attorno alla scritta S C;                                                | 23                               | 35 mm, 9.40 gr;                          | RIC I, 43 (Tiberio); Cohen 1.                     |
|                                  | Æ monetazione provinciale                                             | TIBERION [CEBACTON], testa di Tiberio Gemello (?) verso destra;                                                                                      | N[EO]KEC"PEIC, fulmine con le ali;                                                                                     | 35-37                            | 16 mm, 3.18 gr;                          | RPC I 3017; SNG Leypold 1111; SNG Copenaghen 373. |
|                                  | aureo                                                                 | TI CAESAR DIVI AUG F AUGUSTUS, testa laureata di Tiberio verso destra;                                                                               | PONTIF MAXIM, la madre Livia (come fosse la Pax) seduta verso destra su un trono, tiene uno scettro e un ramo d'ulivo; | 36-37                            | 19 mm, 7.55 gr, 5 h (zecca di Lugdunum); | RIC I 29; Calicó 305c.                            |

Seiano, dopo aver eliminato l'ultimo discendente diretto di Tiberio, si riteneva ormai l'unico candidato alla successione. Cominciò, quindi, ad aspirare al conferimento della tribunicia potestas, che avrebbe formalmente sancito la sua successiva nomina ad imperatore, rendendo la sua persona sacra e inviolabile, e ottenne, intanto, nel 31 il consolato assieme allo stesso Tiberio. Contemporaneamente, però, la vedova di Druso maggiore, Antonia minore, facendosi portavoce dei sentimenti di gran parte della classe senatoriale, comunicò in una lettera a Tiberio tutti gli intrighi e i fatti di sangue di cui Seiano, che stava ordendo una cospirazione ai danni dello stesso imperatore, era responsabile; Tiberio, allertato decise allora di destituire il potente prefetto, e organizzò un'abile manovra con l'aiuto del prefetto dell'Urbe Macrone.
Alla fine, l'imperatore accusò il prefetto di tradimento, ordinandone la destituzione e l'arresto. Seiano, sbigottito per l'inatteso voltafaccia venne immediatamente condotto via in catene dai vigiles e poco dopo sommariamente processato dal Senato riunito nel tempio della Concordia: fu condannato a morte e alla damnatio memoriae:
| Damnatio memoriae di Seiano | Damnatio memoriae di Seiano                          | Damnatio memoriae di Seiano                                                           | Damnatio memoriae di Seiano                                                                              | Damnatio memoriae di Seiano | Damnatio memoriae di Seiano                       | Damnatio memoriae di Seiano                 |
| Immagine                    | Valore                                               | Dritto                                                                                | Rovescio                                                                                                 | Datazione                   | Peso; diametro                                    | Catalogazione                               |
| --------------------------- | ---------------------------------------------------- | ------------------------------------------------------------------------------------- | --- | --------------------------- | ------------------------------------------------- | ------------------------------------------- |
|                             | asse (monetazione provinciale da Bilbilis in Spagna) | TI • CAESAR • DIVI • AVGVSTI • F • AVGVSTVS•, testa laureata di Tiberio verso destra; | MV • AVGVSTA • BILBILIS • TI • CÆSARE • V [L ÆL]IO • [SEIAN]O, COS al centro, all'interno di una corona; | 31 (?)                      | 29 mm, 10.91 gr;                                  | RPC I 398; Burgos 196.                      |
|                             | asse (monetazione provinciale da Bilbilis in Spagna) | TI • CAESAR • DIVI • AVGVSTI • F • AVGVSTVS•, testa laureata di Tiberio verso destra; | MV • AVGVSTA • BILBILIS • TI • CÆSARE • V [L ÆL]IO • [SEIAN]O, COS al centro, all'interno di una corona; | 31 (?)                      | 29 mm, 10.91 gr; qui il nome di Seiano è rimosso. | RPC I 398; NAH 1079-80; SNG Copenaghen 620. |

#### Trionfi in Germania e Illirico
Tiberio, dopo aver portato a termine le operazioni in Germania Magna e Illyricum, celebrò a Roma il meritato trionfo nell'ottobre del 12, in occasione del quale si prostrò pubblicamente di fronte ad Augusto, e ottenne nel 13 il rinnovo della tribunicia potestas e l'imperium proconsulare maius, titoli che ne completavano di fatto la successione, elevandolo al rango effettivo di coreggente, insieme allo stesso Augusto: poteva, dunque, amministrare le province, comandare gli eserciti, ed esercitare pienamente il potere esecutivo. Tuttavia già dal momento della sua adozione Tiberio aveva iniziato a prendere parte attiva al governo dello stato, coadiuvando il patrigno nella promulgazione delle leggi e nell'amministrazione.
| Trionfi in Germania e Illirico | Trionfi in Germania e Illirico | Trionfi in Germania e Illirico                                                   | Trionfi in Germania e Illirico | Trionfi in Germania e Illirico                                     | Trionfi in Germania e Illirico       | Trionfi in Germania e Illirico                                                                                          |
| Immagine                       | Valore                         | Dritto                                                                           | Rovescio | Datazione                                                          | Peso; diametro                       | Catalogazione |
| ------------------------------ | ------------------------------ | -------------------------------------------------------------------------------- | --- | ------------------------------------------------------------------ | ------------------------------------ | --- |
|                                | Sesterzio d'oricalco           | TI CAESAR AVGVSTI F(ilii) IMPERATOR V, testa laureata di Tiberio verso destra.   | ROM ET AVG, altare delle tre Gallie a Lugdunum, decorato con una corona civica tra allori, fiancheggiato da nude figure maschili; a destra e sinistra, le Vittorie su delle colonne, una di fronte all'altra. | 9 d.C., dopo la vittoria finale nell'Illirico da parte di Tiberio. | 25.45 gr, 1 h; zecca di Lugdunum.    | RIC Augustus, I, 240 (Augustus); BMCRE 572; Cohen 28.                                                                   |
|                                | Sesterzio d'oricalco           | TI CAESAR AVGVSTI F(ilii) IMPERATOR VII, testa laureata di Tiberio verso destra. | ROM ET AVG, altare delle tre Gallie a Lugdunum, decorato con una corona civica tra allori, fiancheggiato da nude figure maschili; a destra e sinistra, le Vittorie su delle colonne, una di fronte all'altra. | 13 d.C., dopo una nuova serie di campagne in Germania di Tiberio.  | 24.95 gr, 12 h; zecca di Lugdunum.   | RIC Augustus, I, 248a (Augustus; obv. legend); Lyon 111 (Augustus); BMCRE 580 (Augustus); BN 1761 (Augustus); Cohen 35. |
|                                | Aureo                          | CAESAR AVGVSTVS DIVI F(filio) Pater Patriae, testa laureata verso destra;        | AVG F(ilius) TR POT XV, Tiberio guida una quadriga in trionfo verso destra, tenendo uno scettro con aquila; in esergo TI CAESAR.                                                                              | 13-14                                                              | 7.93 gr, 5 h (zecca di Roma antica); | RIC I, 221; BMC 511; BN 1685; C 299.                                                                                    |

#### Clemenza e Concordia degli ultimi anni
| Concordia imperiale | Concordia imperiale | Concordia imperiale | Concordia imperiale | Concordia imperiale | Concordia imperiale                          | Concordia imperiale                    |
| Immagine            | Valore              | Dritto | Rovescio | Datazione           | Peso; diametro                               | Catalogazione                          |
| ------------------- | ------------------- | --- | --- | ------------------- | -------------------------------------------- | -------------------------------------- |
|                     | dupondio            | TI CAESAR DIVI AVG F(fili) AVGVST IMP VIII, testa laureata di Tiberio verso sinistra. | CLEMENTIAE, S - [C] scudo rotondo al centro di un busto drappeggiato di sesso maschile circondato da una corona di alloro, è seguito da un anello di perle, mentre il bordo esterno è decorato da rami di palma; 34-35; | 15,88 g;            | RIC Tiberius, 38; BMC 85; CBN 127; MIR 46-5. |                                        |
|                     | Æ Sesterzio         | il tempio della Concordia, con la dea Concordia seduta verso sinistra su un trono, tiene una patera ed uno scettro, sopra un altare all'interno di una facciata a sei colonne, posta su un podio; all'entrata due statue di Ercole e Mercurio; in alto le statue di Giove, Giunone e Minerva oltre alle Vittorie; | TI CAESAR DIVI AUG F(ilii) AUGUST PM TR POT XXXVII, una grossa S C al centro; | 35-36;              | 26.44 gr, 6 h;                               | RIC Tiberius, 61; BMCRE 116; Cohen 69. |

## Caligola

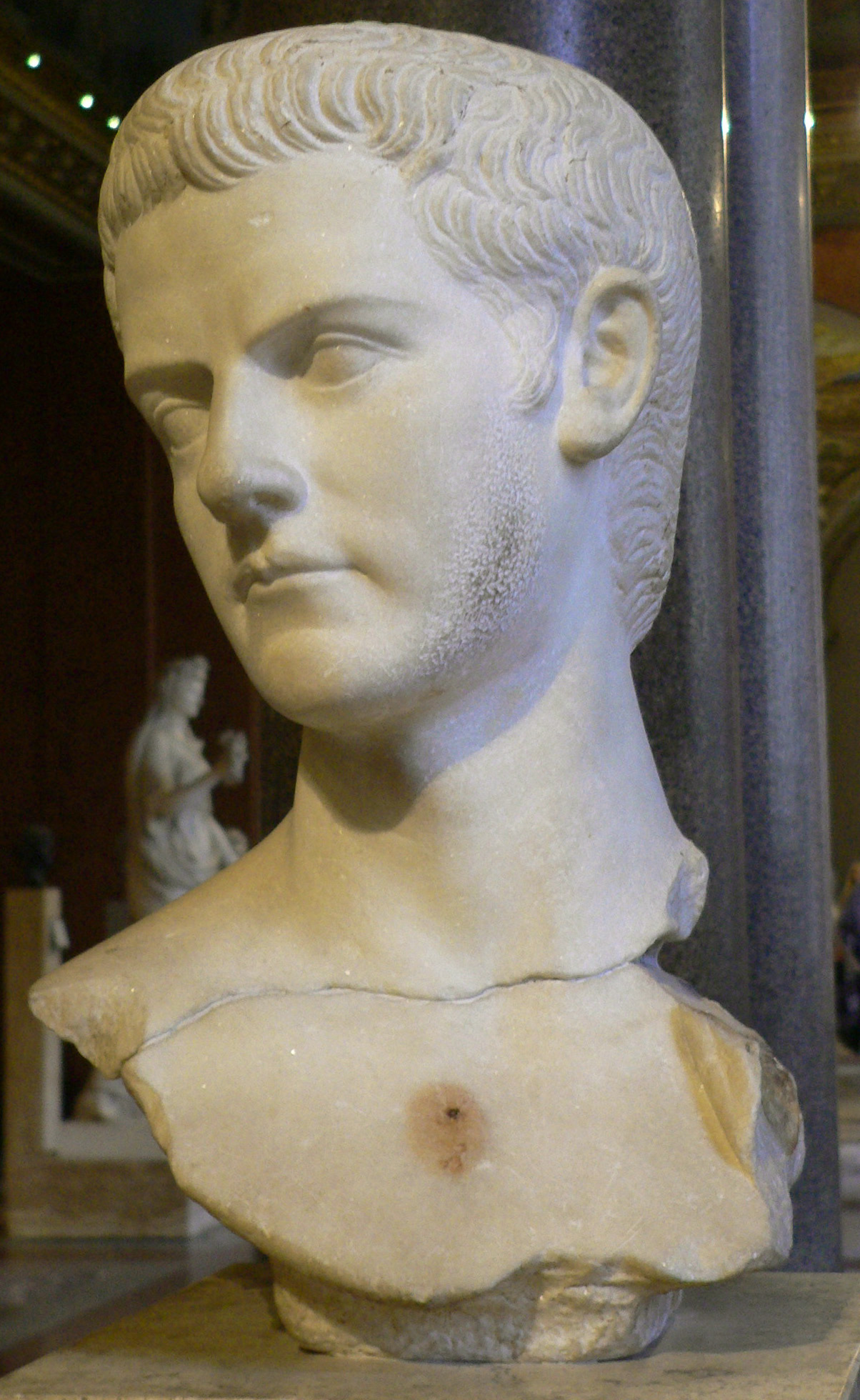
Caligola, terzo princeps della dinastia Giulio-Claudia.

Il terzo imperatore della dinastia Giulio-Claudia fu Caligola, su cui le fonti storiche pervenute lo hanno reso noto per la sua stravaganza, eccentricità e depravazione, tramandandone un'immagine di despota. L'esiguità delle fonti fa, comunque, di Caligola il meno conosciuto di tutti gli imperatori della dinastia.
Al momento della morte di Tiberio, molti dei personaggi che avrebbero potuto succedergli erano stati uccisi. Il successore più logico (scelto anche da Tiberio) era Gaio (meglio conosciuto col nome di Caligola, per la sua abitudine di portare particolari sandali chiamati caligae), suo pronipote e figlio dell'erede al trono, Germanico, scomparso prematuramente nel 19.
Caligola iniziò il regno ponendo fine alle persecuzioni e bruciando gli archivi dello zio. Sfortunatamente, però, cadde presto malato: gli storici successivi, probabilmente alterando in parte la verità, riportano di una serie di suoi atti insensati che avrebbero avuto luogo a partire dalla fine del 37. Pare, ad esempio, che avesse ordinato ai suoi soldati di invadere la Britannia, ma che avesse cambiato parere all'ultimo minuto, mandandoli invece a raccogliere conchiglie sulla riva del mare. Venne, inoltre, accusato di intrattenere rapporti incestuosi con le proprie sorelle. Celebre è anche la sua presunta decisione di nominare senatore un suo cavallo. Il suo ordine di erigere nel tempio di Gerusalemme una statua che lo raffigurasse, sebbene fosse di normale amministrazione nelle province orientali (in cui il culto riservato al sovrano aveva funzione di collante istituzionale), scatenò l'opposizione degli Ebrei.
Nel 41, Caligola cadde vittima di una congiura, assassinato dal comandante dei pretoriani Cassio Cherea. L'unico membro rimasto della famiglia imperiale era un altro nipote di Tiberio: Tiberio Claudio Druso Nerone Germanico, meglio noto come Claudio.
| Titolatura imperiale  | Numero di volte | Datazione evento                                                                                        |
| --------------------- | --------------- | --- |
| Tribunicia potestas   | 4 anni:         | la prima volta (I) al momento dell'assunzione al trono nel 37 e poi rinnovatagli ogni anno, fino al 41. |
| Consolato             | 4 volte:        | nel 37, 39, 40 e 41.                                                                                    |
| Salutatio imperatoria | 1 sola volta:   | al momento della assunzione del potere imperiale, nel 37.                                               |
| Altri titoli          |                 | Pater Patriae e Pontifex Maximus nel 37.                                                                |

### Tematiche principali

#### Famiglia imperiale
Caligola era il terzo figlio di Agrippina Maggiore e Germanico, generale molto amato dal popolo romano. Il padre era figlio di Druso maggiore (fratello di Tiberio e figlio di Livia, moglie di Augusto) e di Antonia Minore (figlia di Marco Antonio e Ottavia, sorella di Augusto). La madre era figlia di Marco Vipsanio Agrippa (amico di Augusto) e di Giulia (figlia di primo letto di Augusto). Inoltre suo padre Germanico era stato adottato da Tiberio, che era stato adottato da Augusto, che a sua volta era stato adottato da Giulio Cesare. Aveva, inoltre, otto tra cui, Nerone Cesare, Druso, Agrippina minore, Giulia Drusilla e Giulia Livilla.
Ebbe, infine, quattro mogli: Giunia Claudilla, Livia Orestilla, Lollia Paolina, già sposata a Publio Memmio Regolo e Milonia Cesonia, dalla quale ebbe una figlia che chiamò Giulia Drusilla in onore dell'amatissima sorella deceduta per malattia, Giulia Drusilla.
| Famiglia imperiale | Famiglia imperiale | Famiglia imperiale | Famiglia imperiale | Famiglia imperiale | Famiglia imperiale                           | Famiglia imperiale                                       |
| Immagine           | Valore             | Dritto | Rovescio | Datazione          | Peso; diametro                               | Catalogazione                                            |
| ------------------ | ------------------ | --- | --- | ------------------ | -------------------------------------------- | -------------------------------------------------------- |
|                    | Æ Sesterzio        | C CAESAR AVG GERMANICVS PON M TR POT, testa laureata verso sinistra;                                                                | AGRIPPINA, DRVSILLA e IVLIA S C, le tre sorelle di Caligola rappresentate come le tre dee della Securitas, Concordia e Fortuna; Agrippina appoggiata ad una colonna, tiene una cornucopia, e mettendo la mano sinistra sulla spalla di Drusilla; quest'ultima tiene una patera ed una cornucopia; Giulia Livilla tiene un timone ed una cornucopia. | 37/38              | 27.92 gr;                                    | RIC Caligula, I 33; BMCRE 36; CBN 47, pl. XIII; Cohen 4. |
|                    | denario            | C CAESAR GERM P M TR POT, testa laureata di Caligola verso destra;                                                                  | GERMANICVS CAES P(ater) C CAES AVG GERM, testa di Germanico padre dell'Imperatore Caligola. | 37-38              | 18 mm, 3.58 gr, 11 h (zecca di Lugdunum);    | RIC Caligula, I 18; Lyon 172; RSC 2.                     |
|                    | Æ dupondio         | GERMANICVS CAESAR, Caligola celebra il padre Germanico posto su una quadriga verso destra, con i pannelli decorati con la Vittoria; | SIGNIS RECEPT DEVICTIS GERMAN, Germanico in piedi verso sinistra, solleva le armi e tiene un'Aquila. | 37/41              | 29 mm, 16.10 gr, 8 h (zecca di Roma antica); | RIC Caligula, I 57.                                      |
|                    | aureo              | C CAESAR AUG PONT M TR P III COS, testa laureata di Caligola verso destra;                                                          | GERMANICVS CAESAR P(ater) CAES AUG GERM, testa di Germanico padre dell'Imperatore Caligola. | 40                 | 7.72 gr (zecca di Roma antica);              | RIC Caligula, I 25; Cohen 6.                             |

## Claudio

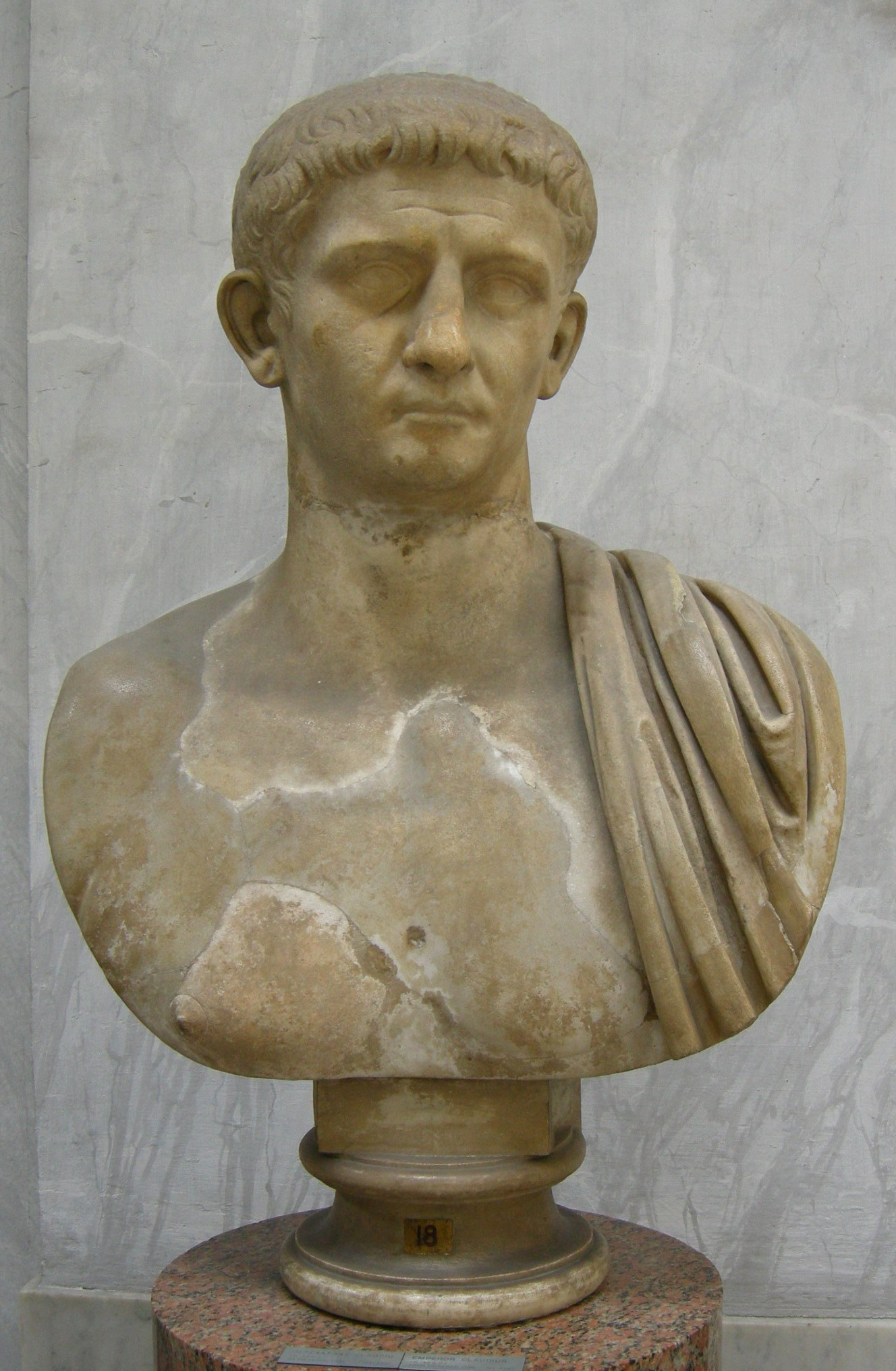
Claudio, quarto princeps della dinastia Giulio-Claudia.

Nato col nome di Tiberio Claudio Druso e figlio di Druso maggiore (figlio adottivo di Augusto) e Antonia minore, era considerato dai suoi contemporanei come un candidato improbabile al ruolo di imperatore, soprattutto in considerazione dell'infermità da cui era affetto, tanto che la sua famiglia lo tenne lontano dalla vita pubblica fino all'età di quarantasette anni, quando tenne il consolato assieme al nipote Caligola. Fu probabilmente questa infermità e la scarsa considerazione politica di cui godeva che gli permisero di sopravvivere alle purghe che colpirono molti esponenti della nobiltà romana durante i regni di Tiberio e Caligola: alla morte di quest'ultimo, Claudio divenne imperatore proprio in quanto unico maschio adulto della dinastia Giulio-Glaudia.
Malgrado la mancanza di esperienza politica, Tiberio Claudio Cesare Augusto Germanico, questo il nome adottato dopo l'acclamazione ad imperatore, dimostrò notevoli qualità: fu un abile amministratore, un grande patrono dell'edilizia pubblica, espansionista in politica estera (sotto il suo comando si ebbe la conquista della Britannia, l'annessione di Tracia, la riorganizzazione delle province di Norico e Rezia) e un instancabile legislatore, che presiedeva personalmente i tribunali e che giunse a promulgare venti editti in un giorno. Tuttavia, la sua posizione era resa poco sicura dall'opposizione della nobiltà, cosa che condusse Claudio a mettere a morte molti senatori. Claudio dovette anche sopportare molte disgrazie nella vita privata: una di queste potrebbe essere stata all'origine del suo assassinio. La fama di Claudio presso gli storici antichi non fu certo positiva, al contrario tra i moderni molte delle sue opere furono rivalutate.
| Titolatura imperiale  | Numero di volte      | Datazione evento |
| --------------------- | -------------------- | --- |
| Tribunicia potestas   | 14 anni consecutivi: | la prima volta (I) nel gennaio del 41 e poi rinnovatagli ogni anno, fino alla morte nel 54. |
| Consolato             | 5 volte:             | nel 37, 42, 43, 47 e 51; |
| Salutatio imperatoria | 27 volte:            | la prima acclamazione al momento dell'assunzione del potere imperiale nel 41, la 2º e 3º sempre nel 41; la 4º nel 43; la 5º nel 43; la 6º e 7º tra la fine del 43 e gli inizi del 44; l'8º nel 44; la 9º e 10º forse nel 45; la 11º nel 46; la 12º e 13º tra la fine del 46 e l'inizio del 47; la 14º nel 47; la 15º nel 47;; la 16º nel 49;; la 17º, 18º, 19º e 20º tra la fine del 49 e l'inizio del 50; la 21º nel 50; la 22º nel 51; la 23º, 24º, 25º e 26º tra la fine del 51 e l'inizio del 52; la 27º nel 52. |
| Altri titoli          |                      | Pater Patriae nel 42 e Pontifex Maximus nel 41. |

### Tematiche principali

#### Guardia pretoriana
| Famiglia imperiale e successione | Famiglia imperiale e successione | Famiglia imperiale e successione                                         | Famiglia imperiale e successione | Famiglia imperiale e successione | Famiglia imperiale e successione           | Famiglia imperiale e successione                                                     |
| Immagine                         | Valore                           | Dritto                                                                   | Rovescio | Datazione                        | Peso; diametro                             | Catalogazione                                                                        |
| -------------------------------- | -------------------------------- | ------------------------------------------------------------------------ | --- | -------------------------------- | ------------------------------------------ | ------------------------------------------------------------------------------------ |
|                                  | aureo                            | TI CLAVD CAESAR AUG PM TRP IIII, testa laureata di Claudio verso destra; | IMPER RECEPT, Claudio seduto verso sinistra tiene uno scettro; a sinistra un'insegna; tutto all'interno dell'edificio a forma di mezzaluna, fiancheggiato da mura merlate con due ingressi ad arco: i Castra Praetoria. | coniato nel 44/45                | 19 mm, 7.66 g, 1 h (zecca di Roma antica); | Roman Imperial Coinage, Claudius, I 25; von Kaenel Type 22 (V332/R339); Calicó 361a. |

#### Famiglia imperiale e successione
L'Imperatore Claudio nacque a Lugdunum (attuale Lione) in Gallia il 10 a.C. nel corso della terza campagna militare in Germania, con il nome di Tiberio Claudio Druso, terzo figlio di Nerone Claudio Druso (Druso maggiore) e Antonia minore, dopo Germanico e Livilla.
Il padre di Claudio era figlio di Tiberio Claudio Nerone e di Livia Drusilla, ma era nato tre mesi dopo che Livia aveva sposato Augusto; l'imperatore Tiberio era dunque zio paterno di Claudio. Antonia minore era invece figlia del triumviro Marco Antonio e di Ottavia minore, sorella di Augusto. Nel 4, in seguito all'adozione del fratello Gaio Giulio Cesare Claudiano Germanico nella famiglia Giulia, Claudio divenne il pater familias dei Claudii Nerones e prese il nome Tiberio Claudio Nerone Germanico.
| Famiglia imperiale e successione | Famiglia imperiale e successione | Famiglia imperiale e successione                                                       | Famiglia imperiale e successione                                                                       | Famiglia imperiale e successione | Famiglia imperiale e successione            | Famiglia imperiale e successione |
| Immagine                         | Valore                           | Dritto                                                                                 | Rovescio                                                                                               | Datazione | Peso; diametro                              | Catalogazione |
| -------------------------------- | -------------------------------- | -------------------------------------------------------------------------------------- | --- | --- | ------------------------------------------- | --- |
|                                  | denario                          | NERO CLAVDIVS DRVSVS GERMANICVS IMP, testa laureata di Druso maggiore verso sinistra;  | DE GE-R-MA-NIS, due scudi, due paia di lance, due trofei che attraversano un vexillum.                 | coniato nel 41 dal figlio Claudio, a commemorazione delle campagne militari del padre Druso maggiore in Germania e morto nel 9 a.C. | 3.64 gr, 6 h (zecca di Lugdunum);           | Roman Imperial Coinage, Claudius, 74 (Claudio); von Kaenel tipo 13; Lyon 25 (Claudio); RSC 6; BMCRE 107 (Claudio); cf. BN 7-8 (Claudio, Aureo). |
|                                  | Æ Tetradracma                    | TIB KLAUDIO ΚΑΙCΑΡΟC ΓΕΡΜ C(EBAC?), testa laureata di Claudio verso destra;            | ΝΕΡΩΝΟC ΚΑΙCΑΡΟC ΓΕΡΜΑΝΙΚΟΥ, testa e busto con drappeggio del figlio adottivo, Nerone, verso sinistra. | 50/54 | 14.72 gr (zecca di Antiochia)               | Prieur 68; RPC I 4169. |
|                                  | denario                          | TI CLAUD(ius) CAESAR AUG GERM [...] TR POT PP, testa laureata di Claudio verso destra; | AGRIPPINAE AUGUSTAE, Testa laureata e drappeggio di Agrippina minore verso destra.                     | 50/54 | (18 mm, 3.52 g, 6 h (zecca di Roma antica); | Roman Imperial Coinage, Claudius, I 81 (Claudio); RSC 4.                                                                                        |

#### Conquista della Britannia (43-51)
Nel 43 iniziò la conquista della Britannia, quasi un secolo dopo Gaio Giulio Cesare. Al di là della ragioni politiche, economiche e militari della spedizione, non va dimenticata una considerazione forse più importante, di natura psicologica, e cioè di provare a tutti di essere il degno figlio del conquistatore della Germania, Druso. Egli si recò in Britannia nell'autunno del primo anno di guerra per essere presente alla vittoria finale. Questa fu la conquista della quale Claudio andò più orgoglioso.
| Conquista della Britannia | Conquista della Britannia | Conquista della Britannia                                        | Conquista della Britannia | Conquista della Britannia | Conquista della Britannia | Conquista della Britannia                                                |
| Immagine                  | Valore                    | Dritto                                                           | Rovescio | Datazione                 | Peso; diametro            | Catalogazione                                                            |
| ------------------------- | ------------------------- | ---------------------------------------------------------------- | --- | ------------------------- | ------------------------- | ------------------------------------------------------------------------ |
|                           | Didracma                  | TI CLAVD CAESAR AVG GERM P M TR P, testa laureata a sinistra;    | Claudio che guida una quadriga trionfale verso destra, tiene le redini ed uno scettro; sotto la scritta DE BRITANNIS.                            | 43/48                     | 21 mm, 7,48 gr;           | Roman Imperial Coinage, Claudius, I, 122.                                |
|                           | aureo                     | TI CLAVD CAESAR AVG P M TR P VI IMP XI, testa laureata a destra; | Un arco di trionfo dedicato a Claudio con in cima una statua equestre dell'imperatore (al centro), due trofei (ai lati) e la scritta DE BRITANN. | 46/47                     | 19 mm, 7,78 gr, 5 h;      | Roman Imperial Coinage, Claudius, I, 33; von Kaenel type 27; Calicó 349. |

#### Crisi parto-armenica (54)
Le terre del Regno d'Armenia, tra il Mar Nero e il Mar Caspio, erano da tempo motivo di contesa tra Roma e l'impero dei Parti, per il controllo della regione. Nerone, preoccupato dal fatto che il re della Partia, Vologese I, avesse posto sul trono del regno d'Armenia il proprio fratello Tiridate sul finire del 54, si convinse che fosse necessario avviare preparativi di guerra in vista di un'imminente campagna militare, il cui comando fu affidato alla fine a Gneo Domizio Corbulone. Sotto il suo comando furono inviate dal limes danubiano anche un paio di legioni: la V Macedonica e la VIII Augusta. Presenti nell'area orientale c'erano anche le legioni X Fretensis e XII Fulminata, celebrate anch'esse nella monetazione del periodo (che potrebbero aver inviato loro coloni a Patrae).
| Crisi parto-armeniaca | Crisi parto-armeniaca                        | Crisi parto-armeniaca                                          | Crisi parto-armeniaca | Crisi parto-armeniaca | Crisi parto-armeniaca | Crisi parto-armeniaca                               |
| Immagine              | Valore                                       | Dritto                                                         | Rovescio | Datazione             | Peso; diametro        | Catalogazione                                       |
| --------------------- | -------------------------------------------- | -------------------------------------------------------------- | --- | --------------------- | --------------------- | --------------------------------------------------- |
|                       | Æ (monetazione provinciale di Berytus)       | TI CLAVD CAESAR [...], testa laureata a sinistra di Claudio;   | Due Aquile una di fronte all'altra, due vessilli legionari ed in verticale i numerali V e VIII delle legioni V Macedonica e la VIII Augusta. | 54?                   | 20 mm, 8.92 gr, 12 h; | RPC 4547; Rouvier 509; SNG Copenaghen 94; BMC 75-6. |
|                       | Æ moneta (monetazione provinciale di Patrae) | TI CLAVDIUS CAESAR AUG [...], testa verso sinistra di Claudio; | Due vessilli legionari ed un'Aquila al centro, sotto i numerali X e XII delle legioni X Fretensis e XII Fulminata.                           | 54?                   | 28 mm, 7.71 gr, 6 h;  | RPC I 1256; BCD Peloponnesus 545.                   |

## Nerone

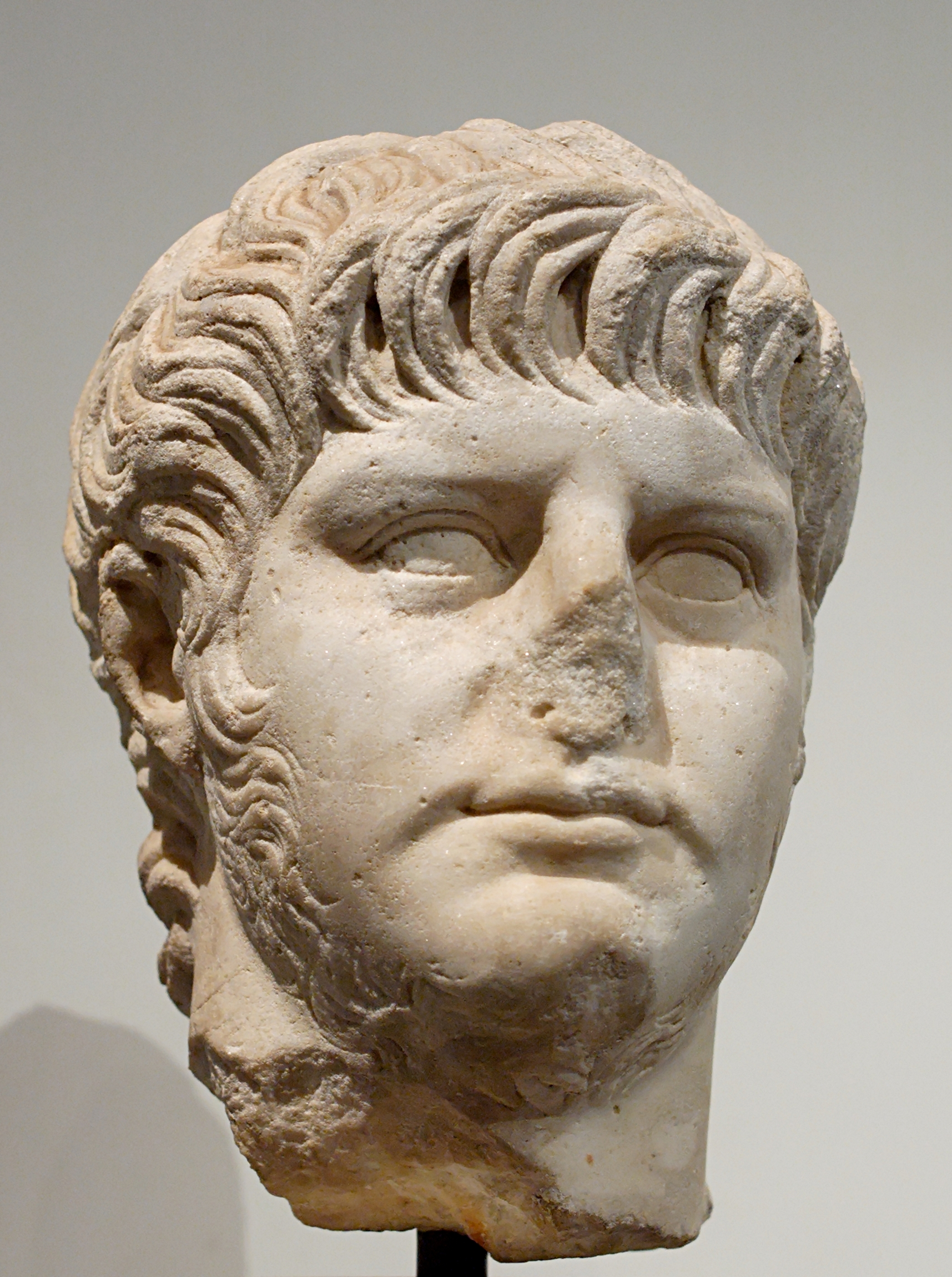
Nerone, quinto princeps della dinastia Giulio-Claudia.

Ultimo della dinastia dei Giulio-Claudi fu Nerone. Nato con il nome di Lucio Domizio Enobarbo, fu il quinto ed ultimo imperatore della dinastia giulio-claudia il quale, succedendo a suo zio Claudio nell'anno 54, governò per quattordici anni fino al suicidio avvenuto all'età di trent'anni. Inizialmente, Nerone lasciò il governo di Roma a sua madre ed ai suoi tutori, in particolare a Seneca. Tuttavia, divenendo adulto, il suo desiderio di potere aumentò: fece giustiziare la madre ed i tutori.
Durante il suo regno ci fu una serie di rivolte e ribellioni in tutto l'Impero: in Britannia, Armenia, Partia e Giudea. L'incapacità di Nerone di gestire le ribellioni e la sua sostanziale incompetenza, divennero rapidamente evidenti e nel 68, cosicché perfino la guardia pretoriana lo abbandonò. Nerone si suicidò nel 68, e dopo la sua morte scoppiò una nuova guerra civile che terminò l'anno seguente (nel 69), noto come l'anno dei quattro imperatori, al termine della quale Vespasiano ottenne il trono.
| Titolatura imperiale  | Numero di volte | Datazione evento |
| --------------------- | --------------- | --- |
| Tribunicia potestas   | 14 anni:        | la prima volta (I) il 4 dicembre del 54 e poi rinnovatagli ogni anno, il 13 ottobre.                                                                                                   |
| Consolato             | 5 volte:        | nel 55, 57, 58, 60 e 68. |
| Salutatio imperatoria | 13 volte:       | I (al momento della assunzione del potere imperiale) nel 54, (II) nel 56, (III-IV) nel 57, (V-VI) nel 58, (VII) nel 59, (VIII-IX) nel 61, (X) nel 64, (XI) nel 66 e (XII-XIII) nel 67. |
| Altri titoli          |                 | Pater Patriae e Pontifex Maximus nel 55. |

### Tematiche principali

#### Famiglia imperiale
Il padre apparteneva alla famiglia dei Domizi Enobarbi, una stirpe considerata di "nobiltà plebea" (cioè recente), mentre la madre, Agrippina Minore, era figlia dell'acclamato condottiero Germanico, nipote di Marco Antonio, di Agrippa e di Augusto, nonché sorella dell'imperatore Caligola.
Quando nel 41, lo zio Caligola venne assassinato, Agrippina Minore tornò a Roma dall'esilio (poiché coinvolta in una congiura contro il fratello Caligola) e pochi anni più tardi (nel 49), riuscì a sposarsi con l'imperatore Claudio, ottenendone la revoca dell'esilio di Seneca, allo scopo di servirsi del celebre filosofo quale nuovo precettore del figlio Nerone. A undici anni Nerone fu costretto dalla madre a fidanzarsi con Ottavia, figlia di Claudio, di otto anni, diventando così erede legittimo del patrigno Claudio.
| Famiglia imperiale | Famiglia imperiale | Famiglia imperiale | Famiglia imperiale                                                                                       | Famiglia imperiale | Famiglia imperiale                                             | Famiglia imperiale                                     |
| Immagine           | Valore             | Dritto | Rovescio                                                                                                 | Datazione          | Peso; diametro                                                 | Catalogazione                                          |
| ------------------ | ------------------ | --- | --- | ------------------ | -------------------------------------------------------------- | ------------------------------------------------------ |
|                    | aureo              | AGRIPP AVG DIVI CLAVD NERONIS CAES MATER, le teste a confronto di Nerone e della madre Agrippina, il primo rivolto verso destra, la seconda con drappeggio verso sinistra; | NERONI CLAVD DIVI F(ilio) CAES AVG GERM IMP TR P, EX S C al centro all'interno di una corona di quercia. | 54                 | 7.67 gr (zecca di Lugdunum)                                    | RIC Nero, 1. BMC 6; CBN 5; Vagi 656; Calicó 399.       |
|                    | denario            | AGRIPP AVG DIVI CLAVD NERONIS CAES MATER, le teste a confronto di Nerone e della madre Agrippina, il primo rivolto verso destra, la seconda con drappeggio verso sinistra; | NERONI CLAVD DIVI F(ilio) CAES AVG GERM IMP TR P, EX S C al centro all'interno di una corona di quercia. | 54                 | 19 mm, 3.22 gr, 8 h (zecca di Lugdunum e zecca di Roma antica) | RIC Nero, 2, Cohen 7, BMC 3, RSC 7, WCN 36; RSC 7.     |
|                    | tetradracma        | [...], testa radiata di Nerone verso destra; | busto con drappeggio di Poppea Sabina verso destra, moglie di Nerone.                                    | 63/64              | 24 mm, 12.49 gr, 12 h (zecca d'Alessandria d'Egitto)           | Köln 157-158; Dattari 196; Milne 217-221; Emmett 128.. |

#### Campagne militari in Armenia (58-63)
Nerone, preoccupato dal fatto che il re della Partia, Vologese I, avesse posto sul trono del regno d'Armenia il proprio fratello Tiridate, decise di inviare un suo valente generale, Gneo Domizio Corbulone, a capo delle operazioni militari in Oriente. Quest'ultimo, una volta riorganizzato l'esercito, penetrò nel 58 in Armenia e giunto fino alla capitale Artaxata riuscì ad impadronirsene dopo aver battuto lo stesso Tiridate. L'anno successivo fu la volta di Tigranocerta. Al termine delle operazioni, nel 60, pose Tigrane V sul trono di Armenia.
Scoppiata una nuova crisi nel 62, in seguito alla quale, l'esercito del governatore della Cappadocia, Lucio Cesennio Peto, fu battuto dalle forze partico-armene, Corbulone fu costretto ad intervenire. Egli infatti raggiunse un accordo definitivo con il "re dei re" nel 63, restaurando il prestigio di Roma, e concludendo con Tiridate I di Armenia (sostituitosi a Tigrane V) un accordo che riconosceva il protettorato romano e che rimase pressoché invariato fino al principato di Traiano (98-117).
| Campagne militari in Armenia | Campagne militari in Armenia | Campagne militari in Armenia                                                                                           | Campagne militari in Armenia | Campagne militari in Armenia | Campagne militari in Armenia                | Campagne militari in Armenia |
| Immagine                     | Valore                       | Dritto | Rovescio | Datazione                    | Peso; diametro                              | Catalogazione                |
| ---------------------------- | ---------------------------- | --- | --- | ---------------------------- | ------------------------------------------- | ---------------------------- |
|                              | sesterzio                    | IMP NERO CLAVD CAESAR AVG GER P M TR P P P, testa laureata di Nerone verso sinistra, con un globo alla base del busto; | S C ai lati e ROMA in esergo, Roma seduta verso sinistra su una corazz, tiene nella mano una Vittoria ed un parazonium, uno scudo sullo sfondo. | 66                           | 35 mm, 21.99 gr, 6 h (zecca di Roma antica) | RIC I 330; WCN 163.          |

#### Celebrata la Pace e chiusura del tempio di Giano
Sotto Nerone, il re della Partia Vologese I pose sul trono del regno d'Armenia il proprio fratello Tiridate, sul finire del 54. Questo convinse Nerone che fosse necessario avviare preparativi di guerra in vista di un'imminente campagna militare.
Domizio Corbulone fu inviato a sedare le continue scaramucce tra le popolazioni locali e sparuti gruppi di romani. In realtà non vi fu una vera guerra fino al 58 d.C. Dopo la conquista di Artaxata nel 58 e della città di Tigranocerta, nel 59, pose sul trono dei Parti re Tigrane IV, nel 60. Il nuovo re non era molto favorevole all'influenza dei romani ed il fratello Tiridate si sostituì al medesimo nel 64.
Si spense così l'ultimo focolaio di guerra e Nerone poté fregiarsi del titolo di Imperator (Pacator) incoronando a Roma il re Tiridate I ed inaugurando, nel contempo, i festeggiamenti per la ricorrenza del trecentesimo anniversario della prima chiusura delle porte del tempio di Giano Gemino per la pace ecumenica raggiunta in tutto l'impero. Nerone fece coniare una moneta sulla quale, nel dritto appare la sua figura con il capo incoronato e l'aspetto fiero riportante la scritta: " IMP NERO CAESAR AVG GERM " e sul rovescio il tempio di Giano "a porte chiuse" con la scritta: "PACE P R UBIQ PARTAIANVM CLVSIT S C". Per la prima volta dunque un imperatore di Roma si fregiò del titolo di Imperatore.
| Tempio di Giano | Tempio di Giano | Tempio di Giano | Tempio di Giano | Tempio di Giano | Tempio di Giano                                          | Tempio di Giano                                |
| Immagine        | Valore          | Dritto | Rovescio | Datazione       | Peso; diametro                                           | Catalogazione                                  |
| --------------- | --------------- | --- | --- | --------------- | -------------------------------------------------------- | ---------------------------------------------- |
|                 | sesterzio       | NERO CLAVD CAESAR AVG GER P M TR P IMP P P, testa laureata di Nerone verso destra, con un globo alla base del busto; | PACE P R TERRA MARIQ(ue) PARTA IANVM CLVSIT S C, il tempio di Giano con decorazioni sul tetto, la porta sulla destra chiusa ed una ghirlanda che pende davanti. | 65              | 25.32 gr, 7 h (zecca di Lugdunum e zecca di Roma antica) | RIC I 438; BNC 319; BN 73; Cohen 146; WCN 419. |
|                 | asse            | IMP NERO CAESAR AVG P M TR POT P P, testa verso destra, un globo alla base del busto;                                | ara Pacis in esergo, S-C ai lati della rappresentazione dell'Ara Pacis.                                                                                         | 66              | 26.06 gr (zecca di Lugdunum e zecca di Roma antica)      | RIC I 526; BMCRE 364; BN -; WCN 598; Cohen 29. |

#### Guardia pretoriana
Nerone, visto come era stato ucciso Caligola ed eletto il padre adottivo, Claudio, dalla guardia pretoriana, decise di ottenerne il suo consenso nel corso degli anni, come risulta anche dalle monete, soprattutto degli ultimi anni di regno.
| Guardia pretoriana | Guardia pretoriana | Guardia pretoriana                                                                                                   | Guardia pretoriana | Guardia pretoriana | Guardia pretoriana                        | Guardia pretoriana                  |
| Immagine           | Valore             | Dritto | Rovescio | Datazione          | Peso; diametro                            | Catalogazione                       |
| ------------------ | ------------------ | --- | --- | ------------------ | ----------------------------------------- | ----------------------------------- |
|                    | sesterzio          | IMP NERO CAESAR AVG PONT MAX TR POT P.P., testa laureata di Nerone verso sinistra, con un globo alla base del busto; | Nerone in piedi verso sinistra con a fianco il prefetto del Pretorio sopra un basso podio sulla destra, parla a tre soldati sulla sinistra in piedi (pretoriani), il primo tiene un vexillum con i Castra Praetoria sullo sfondo; ADLOCUT COH in esergo. | 64-67              | 37 mm, 28.79 gr, 8 h (zecca di Lugdunum); | RIC Nero, I 491; Lyon 183; WCN 444. |
|                    | sesterzio          | NERO CLAVD CAESAR AVG GER P M TR P IMP P P, testa laureata di Nerone verso destra, con un globo alla base del busto; | Nerone a cavallo, cavalca verso destra tenendo una lancia; dietro di lui un soldato sempre a cavallo che tiene un vexillum (forse un pretoriano); S C ai lati; DECVRSIO in esergo.                                                                       | 65                 | 34 mm, 26.67 gr, 6 h (zecca di Lugdunum)  | RIC Nero, I 395; Lyon 59; WCN 403.  |

#### Disposizioni amministrative e fiscali
Alcune monete di Nerone celebrarono anche alcuni provvedimenti amministrativi e fiscali come i frequenti congiaria oltre all'annona per la fornitura di grano per la città di Roma.
| Congiaria e annona | Congiaria e annona | Congiaria e annona | Congiaria e annona | Congiaria e annona | Congiaria e annona                           | Congiaria e annona                             |
| Immagine           | Valore             | Dritto | Rovescio | Datazione          | Peso; diametro                               | Catalogazione                                  |
| ------------------ | ------------------ | --- | --- | ------------------ | -------------------------------------------- | ---------------------------------------------- |
|                    | sesterzio          | NERO CLAVDIUS CAESAR AVG GER P M TR P IMP P P, testa laureata di Nerone verso destra, con un globo alla base del busto; | CONG(iaria) II DAT(a) POP(ulo) S-C, Nerone, con la toga siede verso sinistra su una sedia curule su un podio, un prefetto alle sue spalle, in basso un assistente in piedi sulla sinistra distribuisce monete ai cittadini che indossano una toga, Minerva in piedi davanti al tempio sullo sfondo. | 64/66              | 32 mm, 26.73 gr, 7 h (zecca di Roma antica); | RIC I 162; WCN 93; BMCRE 141; BN 282; BMC 139. |
|                    | sesterzio          | IMP NERO CAESAR AVG PONT MAX TR P P P, testa laureata di Nerone verso sinistra; sul collo la scritta X ed una barra più sotto (probabilmente contromarcata durante la guerra civile nel 68 dalla legio X Gemina, di stanza a Carnuntum); | ANNONA AUGUSTI CERES, l'Annona in piedi verso destra tiene una cornucopia, di fronte Cerere seduta sulla destra, tiene del grano ed una torcia; un modio sull'altare con una ghirlanda tra di loro; sullo sfondo la poppa di una nave. | 66                 | 27.02 gr, 7 h (zecca di Lugdunum);           | RIC Nero, I 494.                               |
|                    | sesterzio          | IMP NERO CAESAR AVG PONT MAX TR P P P, testa laureata di Nerone verso sinistra; | Congiaria [...], Nerone seduto verso destra su un'alta piattaforma; davanti a lui un ufficiale seduto a destra su un'altra piattaforma, che distribuisce congiarium ad un cittadino togato che sta salendo le scale e tendendo la mano; un piccolo ragazzo a sinistra dietro di lui; sullo sfondo la dea Minerva, tiene una lancia ed un gufo, mentre la dea della Liberalitas tiene una tessera, in piedi di fronte. | 66                 | 36 mm, 26.15 gr, 6 h (zecca di Lugdunum);    | RIC Nero, I 502; WCN 439.                      |

#### Opere pubbliche
L'imperatore Claudio fu il primo a far costruire un nuovo porto a circa 4 km (o 2,5 miglia) a nord di Ostia, detto appunto Portus, su di un'area di circa 70 ettari, dotato di due lunghi moli aggettanti sul mar Tirreno, con un'isola artificiale ed un faro. La costruzione di questo faro si attuò con il riempimento di una grossa nave che aveva trasportato dall'Egitto un grande obelisco utilizzato per decorare il circo vaticano. Fu portato a termine dal figlio adottivo, Nerone, il quale ne celebrò la fine dei lavori con la monetazione. Nerone diede il nome di Portus Augusti al nuovo porto.
Fu fatto costruire un arco di trionfo in onore dell'imperatore Nerone, decretato dal Senato nel 58, in occasione della vittoria contro i Parti, sebbene sia stato effettivamente costruito solo nel 62. Era collocato sulla via di accesso al Campidoglio, ma venne distrutto probabilmente poco dopo, o per la damnatio memoriae o nell'incendio del colle del 69. Le raffigurazioni sulle monete lo mostrano ad un solo fornice, con colonne corinzie libere al di sopra di piedistalli sporgenti dalla facciata che sorreggevano statue e una ricca decorazione scultorea.
Nel 64, sotto il regno di Nerone uno spaventoso incendio quasi rase al suolo l'intera città, distruggendo interamente tre delle zone augustee e danneggiandone gravemente sette, lasciandone integre solo quattro. Per favorire un'ordinata ricostruzione e impedire il diffondersi di nuovi incendi, venne emanato un nuovo piano regolatore, attuato però solo in parte, come riporta Tacito, tramite la realizzazione di strade più larghe, affiancate da portici, senza pareti in comune tra gli edifici, di altezza limitata e con un uso quasi bandito di materiali infiammabili, sostituiti da pietra e mattoni. Approfittando della distruzione Nerone costruì la sua Domus Aurea, che occupò gli spazi compresi tra Celio, Esquilino (Oppio) e Palatino con un'enorme villa, segno tangibile delle mire autocratiche dell'imperatore. Altri edifici pubblici neroniani furono il mercato del Celio (Macellum Magnum) e le Terme di Nerone del Campo Marzio, la cui pianta regolare e simmetrica fece da modello per tutti gli edifici termali futuri, inaugurando la tipologia di terme "imperiali".
Si ipotizza anche una ricostruzione dopo il grande incendio del 64, contemporaneamente allo spostamento e ingrandimento della casa delle Vestali: il tempio venne infatti rappresentato in monete dell'epoca di Nerone e dei successivi imperatori Flavi.
| Opere pubbliche | Opere pubbliche | Opere pubbliche | Opere pubbliche | Opere pubbliche | Opere pubbliche                              | Opere pubbliche                       |
| Immagine        | Valore          | Dritto | Rovescio | Datazione       | Peso; diametro                               | Catalogazione                         |
| --------------- | --------------- | --- | --- | --------------- | -------------------------------------------- | ------------------------------------- |
|                 | sesterzio       | NERO CLAVD CAESAR AVG GER P M TR P IMP P P, testa laureata di Nerone verso destra, con un globo alla base del busto;      | AUGUSTI (in alto) S PORTO S T C, porto di Claudio con sette navi; in alto si nota un faro sormontato da una statua di Nettuno; sotto la personificazione del Tevere sdraiato, tiene un timone e un delfino; a sinistra un molo a forma di mezzaluna con portico ed un altare, a destra, a forma di mezzaluna, fila di frangiflutti. | 64              | 37 mm, 28.77 gr, 6 h (zecca di Roma antica); | RIC I 178; WCN 120.                   |
|                 | sesterzio       | IMP NERO CLAVDIUS CAESAR AVG GER P M TR P P P, testa laureata di Nerone verso sinistra, con un globo alla base del busto; | Arco di trionfo sormontato da un gruppo di statue di Nerone in quadriga, scortate dalla Vittoria e dalla Pace, affiancate da alcuni soldati; la statua di Marte in una nicchia a lato dell'arco. | 65              | 36 mm, 26.67 gr, 6 h (zecca di Lugdunum);    | RIC I 393; WCN 414.                   |
|                 | dupondio        | NERO CLAVDIUS CAESAR AVG GER P M TR P IMP P P, testa laureata di Nerone verso destra, con un globo alla base del busto;   | MAC AUG S-C, facciata del macellum Magnum costruito da Nerone, una statua di fronte alla base di un'entrata a quattro colonne cilindrica, nella parte alta una struttura a tre colonne sormontata da una cupola conica; portico a due ordini da entrambe le parti (sinistra-destra).                                                | 65              | 14.60 gr, 7 h (zecca di Lugdunum);           | RIC I 402; BMCRE 336; Cohen 129.      |
|                 | denario         | NERO CAESAR AVGVSTVS, testa laureata di Nerone verso destra;                                                              | VESTA in alto, tempio a sei colonne con quattro gradini; Vesta seduta di fronte, la testa verso sinistra, tiene una patera ed uno scettro. | 65/66           | 18 mm, 3.51 gr, 6h (zecca di Roma antica);   | RIC I 62; WCN 61; BMCRE 104; RSC 335. |